# ᵏ
Cette page contient des caractères spéciaux ou non latins. S’ils s’affichent mal (▯, ?, etc.), consultez la page d’aide Unicode.
ᵏ, appelée k en exposant, k supérieur ou lettre modificative k, est un symbole phonétique utilisé dans l’alphabet phonétique ouralique. Il est formé de la lettre k ‹ k › mise en exposant.

## Utilisation
Dans l’alphabet phonétique ouralique utilisé par Toivo Lehtisalo (fi), le k en exposant est utilisé pour représenter la même consonne que le k mais avec une prononciation réduite.

## Représentations informatiques
La lettre modificative k peut être représenté avec les caractères Unicode suivants (Extensions phonétiques) :
| formes       | représentations | chaînes de caractères | points de code | descriptions                    | note                            |
| ------------ | --------------- | --------------------- | -------------- | ------------------------------- | ------------------------------- |
| modificative | ᵏ               | ᵏ                     | U+1D4F         | lettre modificative minuscule k | codé pour le symbole phonétique |